# Fotboll vid olympiska sommarspelen 2016
Fotboll vid olympiska sommarspelen 2016 spelades i Rio de Janeiro och på fem andra orter i Brasilien.
Förutom i Rio de Janeiro hade matcher förlagts till Belo Horizonte, Brasília, Salvador, São Paulo och Manaus, som alla var orter där matcher spelades under herr-VM 2014. I Rio de Janeiro spelades matcher på två arenor, Maracanã och Estádio Olímpico João Havelange (Olympiastadion), den enda fotbollsarenan som inte användes under herr-VM 2014.

## Åldersbegränsning
I herrturneringen var spelarna tvungna att vara födda den 1 januari 1993 eller senare, men varje lag fick också använda tre äldre spelare. I damturneringen fanns inga åldersbegränsningar.

## Kvalificering
Varje nationell olympisk kommitté fick ställa upp med ett lag under förutsättning att laget hade kvalificerat sig. Brasiliens herrlandslag och damlandslag var automatiskt kvalificerade i egenskap av värdnation.

### Herrar[5]
| Konfederation                                        | Datum1                         | Spelplats1       | Platser | Kvalificerade |
| ---------------------------------------------------- | ------------------------------ | ---------------- | ------- | ------------- |
| Värdnation                                           | 2 oktober 2009                 | Danmark          | 1       | Brasilien     |
| Sydamerikanska U20-mästerskapet 2015                 | 14 januari – 7 februari 2015   | Uruguay          | 1       | Argentina     |
| U21-Europamästerskapet 2015                          | 17 – 30 juni 2015              | Tjeckien         | 4       | Danmark       |
| U21-Europamästerskapet 2015                          | 17 – 30 juni 2015              | Tjeckien         | 4       | Tyskland      |
| U21-Europamästerskapet 2015                          | 17 – 30 juni 2015              | Tjeckien         | 4       | Portugal      |
| U21-Europamästerskapet 2015                          | 17 – 30 juni 2015              | Tjeckien         | 4       | Sverige       |
| Stillahavsspelen 2015                                | 3 – 17 juli 2015               | Papua Nya Guinea | 1       | Fiji2         |
| Nord- och centralamerikansk U23-kvalturnering 2015   | 1 – 13 oktober 2015            | USA              | 2       | Honduras      |
| Nord- och centralamerikansk U23-kvalturnering 2015   | 1 – 13 oktober 2015            | USA              | 2       | Mexiko        |
| Afrikanska U23-mästerskapet 2015                     | 28 november – 12 december 2015 | Senegal          | 3       | Algeriet      |
| Afrikanska U23-mästerskapet 2015                     | 28 november – 12 december 2015 | Senegal          | 3       | Nigeria       |
| Afrikanska U23-mästerskapet 2015                     | 28 november – 12 december 2015 | Senegal          | 3       | Sydafrika     |
| Asiatiska U23-mästerskapet 2016                      | 12 – 30 januari 2016           | Qatar            | 3       | Irak          |
| Asiatiska U23-mästerskapet 2016                      | 12 – 30 januari 2016           | Qatar            | 3       | Japan         |
| Asiatiska U23-mästerskapet 2016                      | 12 – 30 januari 2016           | Qatar            | 3       | Sydkorea      |
| Playoff Sydamerika/Nord- och centralamerika U23 2016 | 25 – 29 mars 2016              | Flera            | 1       | Colombia      |
| Total                                                |                                |                  | 16      |               |

### Damer[12]
| Turnering                  | Datum                     | Spelplats        | Platser | Kvalificerade |
| -------------------------- | ------------------------- | ---------------- | ------- | ------------- |
| Värdnation                 | 2 oktober 2009            | Danmark          | 1       | Brasilien     |
| Copa América Femenina 2014 | 11 – 28 september 2014    | Ecuador          | 1       | Colombia      |
| Världsmästerskapet 2015    | 6 juni – 5 juli 2015      | Kanada           | 2       | Frankrike     |
| Världsmästerskapet 2015    | 6 juni – 5 juli 2015      | Kanada           | 2       | Tyskland      |
| Afrika (kvaltävling)       | 2 – 18 oktober 2015       | Flera platser    | 2       | Sydafrika     |
| Afrika (kvaltävling)       | 2 – 18 oktober 2015       | Flera platser    | 2       | Zimbabwe      |
| Oceanien (kvaltävling)     | 23 januari 2016           | Papua Nya Guinea | 1       | Nya Zeeland   |
| Nordamerika (kvaltävling)  | 11 – 21 februari 2016     | USA              | 2       | Kanada        |
| Nordamerika (kvaltävling)  | 11 – 21 februari 2016     | USA              | 2       | USA           |
| Asien (kvaltävling)        | 29 februari – 9 mars 2016 | Japan            | 2       | Australien    |
| Asien (kvaltävling)        | 29 februari – 9 mars 2016 | Japan            | 2       | Kina          |
| Europa (kvaltävling)       | 2 – 9 mars 2016           | Nederländerna    | 1       | Sverige       |
| Totalt                     |                           |                  | 12      |               |

## Gruppspel
Damer
| Grupp E                                  | Grupp F                                     | Grupp G                                    |
| ---------------------------------------- | ------------------------------------------- | ------------------------------------------ |
| - Brasilien - Kina - Sverige - Sydafrika | - Tyskland - Kanada - Australien - Zimbabwe | - USA - Nya Zeeland - Frankrike - Colombia |

Herrar
| Grupp A                                  | Grupp B                                | Grupp C                               | Grupp D                                      |
| ---------------------------------------- | -------------------------------------- | ------------------------------------- | -------------------------------------------- |
| - Brasilien - Sydafrika - Irak - Danmark | - Colombia - Sverige - Nigeria - Japan | - Fiji - Sydkorea - Tyskland - Mexiko | - Honduras - Algeriet - Portugal - Argentina |

## Medaljsammanfattning
| Fotboll                         | Guld | Silver | Brons |
| Damernas turnering Detaljer...  | Tyskland | Sverige | Kanada |
| Damernas turnering Detaljer...  | Saskia Bartusiak Melanie Behringer Laura Benkarth Sara Däbritz Lena Goeßling Josephine Henning Svenja Huth Mandy Islacker Tabea Kemme Isabel Kerschowski Annike Krahn Melanie Leupolz Leonie Maier Dzsenifer Marozsán Anja Mittag Alexandra Popp Babett Peter Almuth Schult | Jonna Andersson Emilia Appelqvist Kosovare Asllani Emma Berglund Stina Blackstenius Hilda Carlén Lisa Dahlkvist Magdalena Ericsson Nilla Fischer Sofia Jakobsson Hedvig Lindahl Fridolina Rolfö Elin Rubensson Jessica Samuelsson Lotta Schelin Caroline Seger Linda Sembrant Olivia Schough | Janine Beckie Josée Bélanger Kadeisha Buchanan Allysha Chapman Sabrina D'Angelo Jessie Fleming Stephanie Labbé Ashley Lawrence Diana Matheson Nichelle Prince Rebecca Quinn Deanne Rose Sophie Schmidt Desiree Scott Christine Sinclair Melissa Tancredi Rhian Wilkinson Shelina Zadorsky |
| Herrarnas turnering Detaljer... | Brasilien | Tyskland | Nigeria |
| Herrarnas turnering Detaljer... | Weverton Zeca Rodrigo Caio Marquinhos Renato Augusto Douglas Santos Luan Rafinha Gabriel Neymar Gabriel Jesus Walace William Luan Garcia Rodrigo Dourado Thiago Maia Felipe Anderson Uilson                                                                                 | Timo Horn Jeremy Toljan Lukas Klostermann Matthias Ginter Niklas Süle Sven Bender Max Meyer Lars Bender Davie Selke Julian Brandt Jannik Huth Philipp Max Robert Bauer Max Christiansen Grischa Prömel Serge Gnabry Nils Petersen Eric Oelschlägel                                           | Daniel Akpeyi Muenfuh Sincere Kingsley Madu Shehu Abdullahi Saturday Erimuya William Troost-Ekong Aminu Umar Oghenekaro Etebo Imoh Ezekiel John Obi Mikel Junior Ajayi Popoola Saliu Umar Sadiq Azubuike Okechukwu Ndifreke Udo Stanley Amuzie Usman Mohammed Emmanuel Daniel             |

Denna tabell: visa • redigera

## Medaljtabell
| Pl.    | Nation    | Guld | Silver | Brons | Totalt |
| ------ | --------- | ---- | ------ | ----- | ------ |
| 1      | Tyskland  | 1    | 1      | 0     | 2      |
| 2      | Brasilien | 1    | 0      | 0     | 1      |
| 3      | Sverige   | 0    | 1      | 0     | 1      |
| 4      | Nigeria   | 0    | 0      | 1     | 1      |
| 4      | Kanada    | 0    | 0      | 1     | 1      |
| Totalt | Totalt    | 2    | 2      | 2     | 6      |

### Fotnoter
1. ↑  ”Circular no. 1383 - Olympic Football Tournaments Rio 2016 - Men's and Women's Tournaments”. FIFA.com. 1 oktober 2013. Arkiverad från originalet den 12 december 2018. https://web.archive.org/web/20181212041650/https://www.fifa.com/mm/document/affederation/administration/02/18/91/39/circularno.1383-olympicfootballtournamentsrio2016-mensandwomenstournaments_neutral.pdf. Läst 30 juni 2015.
2. ↑  ”Manaus enters race to host Rio 2016 Olympic Games football matches”. olympiska sommarspelen 2016. 12 februari 2015. Arkiverad från originalet den 13 februari 2015. https://web.archive.org/web/20150213084327/http://www.rio2016.com/en/news/news/manaus-enters-race-to-host-rio-2016-olympic-games-football-matches. Läst 30 juni 2015.
3. ↑  ”Olympic Football Tournaments to be played in six cities and seven stadiums”. FIFA.com. 16 mars 2015. Arkiverad från originalet den 20 mars 2015. https://web.archive.org/web/20150320190229/http://www.fifa.com/aboutfifa/organisation/media/news/newsid=2565827/index.html. Läst 30 juni 2015.
4. ↑  ”Regulations for the Olympic Football Tournaments 2016”. FIFA.com. Arkiverad från originalet den 18 april 2016. https://web.archive.org/web/20160418090037/http://resources.fifa.com/mm/document/tournament/competition/02/54/40/46/oftsregulationsrio2016-e_neutral.pdf. Läst 30 juni 2015.
5. ↑  "Olympic Football Tournament Rio 2016 men". Arkiverad 22 mars 2019 hämtat från the Wayback Machine. Läst 13 oktober 2015. (engelska)
6. ↑  ”Reglamento – Campeonato Sudamericano Sub-20 Juventud de América 2015”. CONMEBOL.com. http://www.conmebol.com/sites/default/files/reglamento_campeonato_sudamericano_sub-20.pdf.
7. ↑  ”Regulations of the UEFA European Under-21 Championship, 2013–15 competition”. UEFA. http://www.uefa.com/MultimediaFiles/Download/Regulations/competitions/Regulations/01/88/95/94/1889594_DOWNLOAD.pdf.
8. ↑  ”OFC Insider Issue 6”. Oceania Football Confederation. 11 mars 2015. sid. 8. http://issuu.com/ofcfootball/docs/ofc_insider_issue_6/8?e=13529326/11799242.
9. ↑  ”United States Named Host for CONCACAF Men’s Olympic Qualifying Championship 2015”. CONCACAF.com. 12 februari 2015. Arkiverad från originalet den 14 februari 2015. https://web.archive.org/web/20150214231550/http://www.concacaf.com/article/united-states-named-host-for-concacaf-mens-olympic-qualifying-championship-2015. Läst 13 februari 2015.
10. ↑  ”CAF Full Calendar”. CAFonline.com. 28 februari 2015. Arkiverad från originalet den 14 februari 2015. https://web.archive.org/web/20150214161053/http://www.cafonline.com/en-US/caf/fullcafcalendar.aspx. Läst 28 februari 2015.
11. ↑  ”Regulations AFC U-23 Championship 2016” (PDF). AFC. http://www.the-afc.com/uploads/afc/files/afc_U-23_championship_2016_regulations.pdf.
12. ↑  "Olympic Football Tournament Rio 2016 women". Arkiverad 8 augusti 2016 hämtat från the Wayback Machine. Läst 13 oktober 2015. (engelska)
13. 1 2  Women’s Olympic Football Tournament, Rio 2016 - Teams. Arkiverad 4 mars 2016 hämtat från the Wayback Machine. FIFA. Läst 9 februari 2016.
14. ↑  Football Women (engelska)
15. ↑  Football Men (engelska)